# Merced County
Merced County är ett county i delstaten Kalifornien, USA. År 2010 hade countyt 255 793 invånare. Den administrativa huvudorten (county seat) är Merced. 

## Geografi
Enligt United States Census Bureau har countyt en total area på 5 123 km². 5 022 km² av den arean är land och 101 km² är vatten.

### Angränsande countyn
- San Benito County, Kalifornien - sydväst
- Santa Clara County, Kalifornien - väst
- Stanislaus County, Kalifornien - nord
- Mariposa County, Kalifornien - öst
- Madera County, Kalifornien - sydost
- Fresno County, Kalifornien - syd
- Tuolumne County, Kalifornien - nordöst